# 德国联邦铁路V320型柴油机车
232型柴油机车，原称V 320型，是德国亨舍尔公司为德国联邦铁路设计制造柴油机车车型之一，也是德国第一种4000马力大功率液力传动柴油机车。在西德制定的1955/56标准型液力传动柴油机车系列中，V 320型柴油机车已被定为德国联邦铁路六种标准型机车之一，适用于牵引快速旅客列车和快速货运。1963年9月，首台V 320型机车交付德国联邦铁路投入使用，显示出其优异性能。但当时西德大部分铁路干线已经完成电气化改造，原定由V 320型机车担当的牵引任务已经由电力机车承担，因此V 320型机车仅试制了一台之后并没有投入批量生产，并且从标准型机车系列中取消。从1968年起，德国联邦铁路更改机车车辆命名方式，V 320型柴油机车改称232型。
1968年，这种车型号分别出口给中国（NY5/6/7）和苏联（TG400）。

## 参看
- NY5型柴油机车